# 1989 OL
1989 RD1 är en asteroid i huvudbältet som upptäcktes den 29 juli 1989 av det nyzeeländska astronomparet Pamela M. Kilmartin och Alan C. Gilmore vid Mount John University Observatory.